# مرکز سرطان مموریال اسلون–کترینگ
مرکز سرطان مموریال اسلون کترینگ (به انگلیسی: Memorial Sloan-Kettering Cancer Center) از معتبرترین مراکز تحقیقاتی سرطان جهان است.
این مرکز دانشگاهی در شهر نیویورک واقع است، و یک مرکز تحقیقاتی برجسته نیز می‌باشد.
در سال ۲۰۰۷ این مرکز (پس از مرکز سرطان ام دی اندرسون دانشگاه تگزاس) دومین برترین مرکز درمانی سرطان ایالات متحده در میان مراکز تحقیقاتی-درمانی آمریکا شناخته شد.

## شاه ایران در اسلون کترینگ
پس از تشخیص سرطان لمفوما در محمدرضا پهلوی در اواخر دهه ۵۰ خورشیدی و در جریان انقلاب، شاه ایران در این موسسه جهت مداوا بستری گردید.
وی سپس از اینجا به ویلفورد هال در تگزاس منتقل گردید.

## وب‌گاه رسمی
- www.mskcc.org